# 미국 동북중부

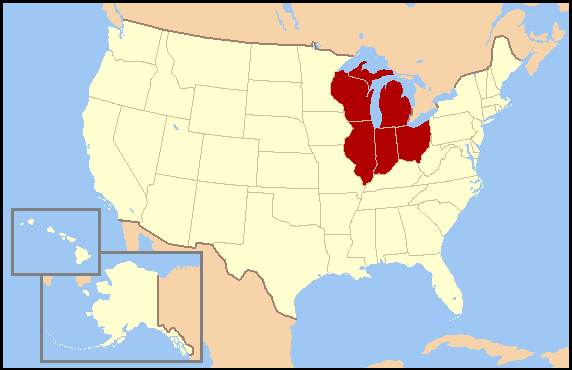
미국 동북중부

미국 동북중부(East North Central States)는 미국 북부에서도 중앙에 있는 주를 가리키는 말이다. 일리노이주, 인디애나주, 미시간주, 오하이오주, 위스콘신주를 포함한다.